# MQ
 For alternative betydninger, se MQ (flertydig). (Se også artikler, som begynder med MQ)
Message Queue (MQ) er et system fra IBM til overførsel af asynkrone beskeder. MQ understøtter flere forskellige platforme og kan fx sende beskeder mellem:
- Java (JMS)
- Z/OS
- Microsoft Windows

MQ kan persistere beskeder og kan herved garantere levering af beskeder på en kø.
MQ kan bruges til RPC ved at klientens forespørgsel og serverens svar sendes som asynkrone beskeder.
| Software | Spire Denne artikel om software og programmering er en spire som bør udbygges. Du er velkommen til at hjælpe Wikipedia ved at udvide den. |